# Simon Needham
Simon Needham, född 10 oktober 1959, är en brittisk bågskytt. Han deltog vid olympiska sommarspelen 2000.